# 吳宗峻
吳宗峻（1984年12月31日—），外號「黑峻」、「維尼」，為台灣的棒球選手，於2008年末的新人選秀會被興農牛以第四輪第13順位選中，隨球隊轉賣先後效力中華職棒義大犀牛、富邦悍將，守備位置為外野手，2019年加入復出的味全龍。

## 經歷
- 台南市北區立人國小少棒隊
- 台南市民德國中青少棒隊
- 台南市南英商工青棒隊
- 國立體院（台灣啤酒）棒球隊
- 合作金庫棒球隊
- 中華職棒興農牛隊代訓球員
- 合作金庫棒球隊
- 中華職棒興農牛（2009年12月12日－2012年12月16日）
- 中華職棒義大犀牛（2012年12月17日－2016年10月31日）
- 中華職棒富邦悍將（2016年11月1日－2018年12月）
- 中華職棒味全龍（2019年7月－2020年5月30日）
- 中華職棒味全龍打擊教練兼外野守備教練（2020年5月30日–2020年12月）
- 中華職棒味全龍二軍打擊兼外野教練（2021年1月–2021年8月）
- 中華職棒味全龍（2021年3月–2021年9月）
- 中華職棒味全龍二軍打擊教練（2021年9月–2022年）
- 中華職棒味全龍二軍打擊兼外野教練（2023年–2024年）
- 中華職棒味全龍二軍打擊兼跑壘教練（2025年–）

## 職棒生涯成績
| 年度 | 球隊     | 出賽 | 打數 | 安打 | 全壘打 | 打點 | 盜壘 | 四死 | 三振 | 壘打數 | 雙殺打 | 打擊率 | 上壘率 | 長打率 | OPS   |
| ---- | -------- | ---- | ---- | ---- | ------ | ---- | ---- | ---- | ---- | ------ | ------ | ------ | ------ | ------ | ----- |
| 2010 | 興農牛   | 96   | 308  | 89   | 3      | 32   | 5    | 40   | 52   | 123    | 7      | 0.289  | 0.370  | 0.399  | 0.769 |
| 2011 | 興農牛   | 113  | 317  | 86   | 5      | 44   | 0    | 56   | 60   | 119    | 10     | 0.271  | 0.378  | 0.375  | 0.753 |
| 2012 | 興農牛   | 85   | 214  | 63   | 0      | 20   | 0    | 34   | 44   | 83     | 8      | 0.294  | 0.390  | 0.388  | 0.778 |
| 2013 | 義大犀牛 | 46   | 99   | 29   | 0      | 6    | 0    | 19   | 17   | 31     | 2      | 0.293  | 0.403  | 0.313  | 0.716 |
| 2014 | 義大犀牛 | 14   | 12   | 2    | 0      | 2    | 0    | 2    | 1    | 3      | 0      | 0.167  | 0.267  | 0.250  | 0.517 |
| 2015 | 義大犀牛 | 20   | 40   | 11   | 0      | 2    | 0    | 2    | 7    | 13     | 1      | 0.275  | 0.310  | 0.325  | 0.635 |
| 2016 | 義大犀牛 | 38   | 93   | 33   | 2      | 13   | 1    | 14   | 20   | 45     | 2      | 0.355  | 0.435  | 0.484  | 0.919 |
| 2017 | 富邦悍將 | 48   | 119  | 38   | 7      | 21   | 0    | 17   | 32   | 65     | 6      | 0.319  | 0.404  | 0.546  | 0.950 |
| 2018 | 富邦悍將 | 18   | 28   | 6    | 0      | 1    | 0    | 4    | 11   | 7      | 0      | 0.214  | 0.313  | 0.250  | 0.563 |
| 合計 | 9年      | 478  | 1230 | 357  | 17     | 141  | 6    | 188  | 244  | 489    | 36     | 0.290  | 0.382  | 0.398  | 0.780 |

## 特殊事蹟
- 2010年3月21日初登場於澄清湖棒球場對戰La New熊隊，擔任先發第九棒左外野手，六局上從郭建宏手中擊出生涯首安。
- 2010年4月8日對戰統一7-ELEVEn獅隊，七局上從先發投手潘威倫手中擊出陽春全壘打，為生涯首轟。
- 2010年原為中華職棒年度新人王有力競爭人選，卻因在明星賽中受傷而缺陣一段時日，直接錯過新人王的競逐機會[1]。
- 2011年的五支全壘打皆集中在八月份擊出[2]，之後於2016年7月27日對上中信兄弟的比賽才再度擊出暌違近五年的全壘打。

## 外部連結
- 吳宗峻在台灣棒球維基館上的頁面（繁體中文）
- 吳宗峻在中華職棒官網 （中文）和Baseball-Reference （英文）上的頁面